# Ghumma, Bidar
Ghumma là một làng thuộc tehsil Bidar, huyện Bidar, bang Karnataka, Ấn Độ.